# Reichstag zu Worms (839)
Der Reichstag zu Worms im Jahr 839 war eine Reichsversammlung in Worms und der letzte Versuch Kaiser Ludwig I., eine gütliche Einigung zwischen seinen Söhnen und Erben zu erreichen. Der Kaiser starb im Folgejahr.

## Ereignisse
Einberufen wurde die Reichsversammlung für den Frühsommer 839. Sie begann am 30. Mai 839. Tagungsort dürfte die Königspfalz in Worms gewesen sein.
Hinsichtlich der Teilung des Reiches unter den drei überlebenden ehelichen Söhnen des Kaisers legte dieser ein mehrstufiges Verfahren fest:
1. Das Herzogtum Bayern wurde aus dem Verfahren herausgenommen und direkt Ludwig zugesprochen.
2. Kern des weiteren Verfahrens war, dass entweder der Kaiser und Karl (II.) einerseits oder Lothar andererseits die Grenzen der beiden Teilreiche festlegte. Die andere Partei sollte dann aussuchen dürfen, welchen Reichsteil sie wählte. Der Kaiser ließ seinem Sohn Lothar die Wahl, welchen dieser beiden Schritte er übernehmen wolle. Lothar erklärte den zweiten Schritt des Verfahrens übernehmen zu wollen, da der Kaiser den besseren Überblick über das Gesamtreich habe und so besser geeignet sei, die Teilung vorzunehmen.
3. Der Kaiser teilte mit seinen Beratern demnach das Reich (außer Bayern) in einen westlichen und einen östlichen Teil entlang einer Linie von der Maas zum Genfersee.
4. Lothar wählte daraufhin den „östlich der Maas“ definierten Reichsteil (später: Deutschland), womit Karl der westliche Reichsteil zufiel (später: Frankreich).[2]